# Hunneschans Keramik

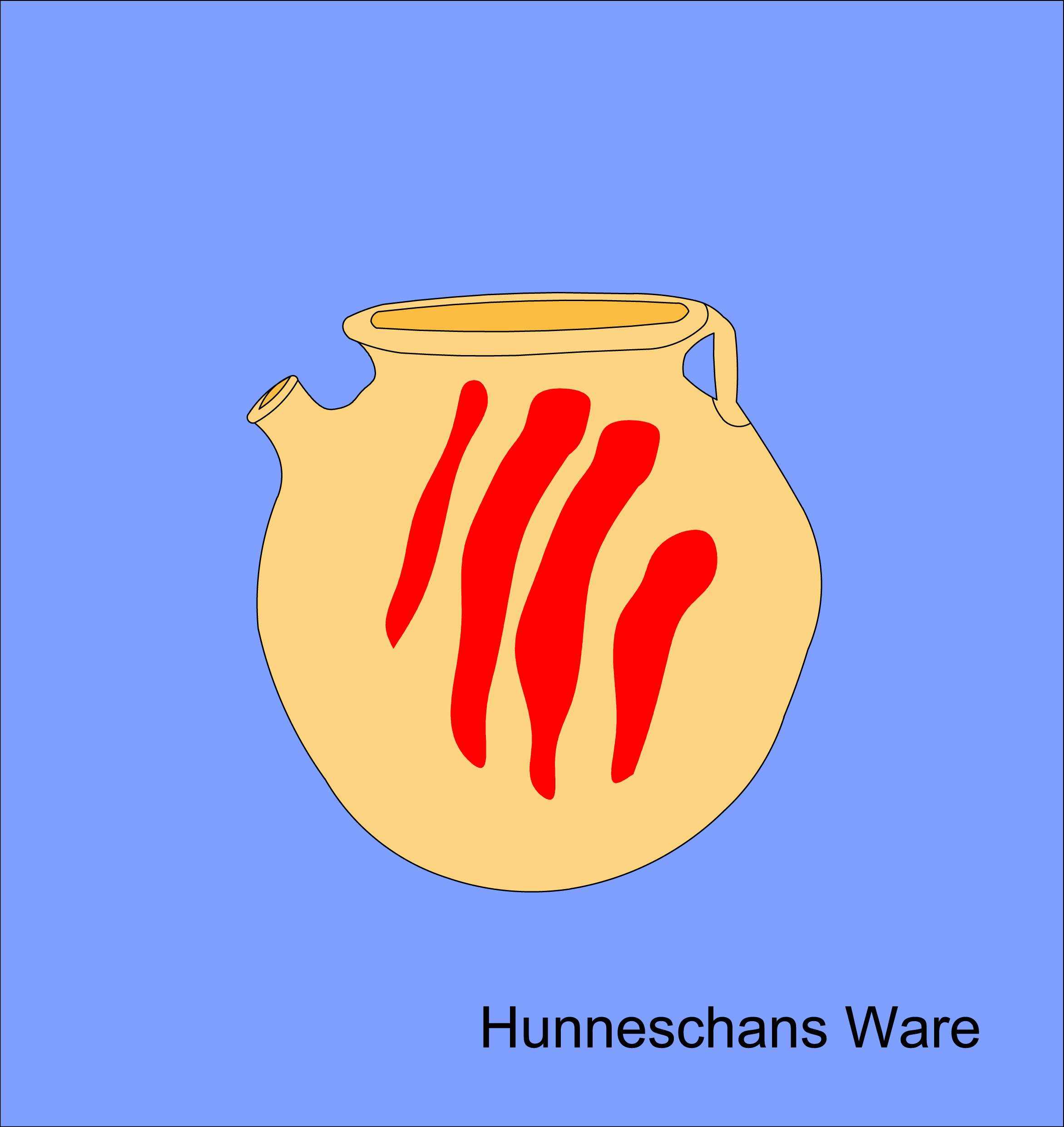
Umzeichnung eines Gefäßes der Hunneschans Ware mit idealtypischer Bemalung

Die Hunneschans Keramik, auch Hunenschans Keramik ist eine eigenständige irdene Warenart, die der späten Phase der Badorfer Keramik zugeordnet wird. Sie wurde im 9. Jahrhundert in verschiedenen Töpferzentren am Ostrand der rheinländischen Vorgebirgsschwelle produziert. Charakteristisch für Gefäße der spätkarolingischen Hunneschans Ware ist ein gelblicher Scherben, eine kreidige Oberfläche sowie ein Dekor aus Rollstempelverzierung und rote Fingerstrichbemalung. Sie ist an zahlreichen spätkarolingischen Siedlungsplätzen in Nordwesteuropa archäologisch nachweisbar und somit ein wichtiger Zeitmarker für die Mittelalterarchäologie.
Namensgebend war der Fundplatz Uddel-Hunneschans, einer frühmittelalterlichen Befestigungsanlage am Uddelermeer in den Niederlanden. 1908 wurde diese Warenart hier erstmals  von Jan H. Holwerda bei einer archäologischen Ausgrabung entdeckt und als eigenständige Warenart beschrieben.

## Entwicklung
Die Hunneschans Ware weist noch die deutlichen Charakteristika der Badorfer Keramik auf. Die Gefäße verfügen noch nicht über einen Standring. Das Dekor besteht aus einer Rollstempelverzierung, die durch das Aufbringen von roter Farbe ergänzt wurde. Das Farbdekor besteht aus für die Hunneschans Ware typischen, parallelen Linien, die in Vierergruppen mit den Fingerspitzen aufgetragen wurden. Teilweise beginnen die Linien mit einem Fingertupfer. Der hellgelbe Scherben enthält noch keinen oder nur wenig Feinsand, wodurch sich die Oberfläche kreidig anfühlt.
Im 10. Jahrhundert wurde die Hunneschans Ware durch die Pingsdorfer Keramik ersetzt.
Das Formenspektrum besteht vor allem aus bauchigen Schankgefäßen, wie Becher und Tüllengefäße.

## Fundplätze

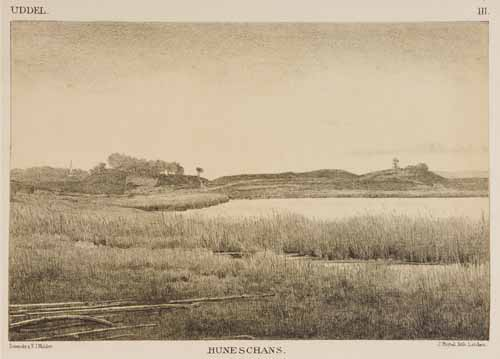
Ringwallanlage Hunneschans bei Uddel, 1889

Ein wichtiger Fund zur Einordnung der Hunneschans Keramik waren Gefäße, die 1965 bei archäologischen Ausgrabungen in St. Walburga in Meschede entdeckt wurden. Die Gefäße waren beim Bau der Kirche um das Jahr 900 als Schallgefäße mit verbaut worden. Leider sind diese Funde bislang nur ausschnitthaft publiziert. Neben einigen unbemalten Badorfer Gefäßen scheint die Hunneschans Ware das Gros der Funde zu stellen. Im Fundinventar sind jedoch auch schon Gefäße, die als Pingsdorfer Keramik angesprochen werden müssen. Der Fundplatz Meschede könnte demnach ein Beleg dafür sein, dass die Hunneschans Ware im späten 9. Jahrhundert noch verbreitet war, aber schon von der Pingsdorfer Ware abgelöst wurde.
Weitere bedeutende Fundplätze der Hunneschans Ware sind Dorestad sowie die Wikingersiedlung Haitabu an der Schlei.
Eine umfassende Publikation dieser Warengruppe steht noch aus.